# Pseudoneureclipsis elektryon
Pseudoneureclipsis elektryon is een schietmot uit de
familie Dipseudopsidae. De soort komt voor in het Oriëntaals gebied.